# ベニイカリモンガ
ベニイカリモンガ（紅碇紋蛾、学名：Callidula attenuata）は、チョウ目・イカリモンガ科に分類されるガの一種。

## 分布
日本（本州から九州、種子島、屋久島、奄美大島、徳之島、沖縄島、石垣島、西表島）、台湾、インド北部に分布する。

## 特徴
開張30mm。幼虫は緑色で、イカリモンガと異なり頭部が黒い。
昼行性。一般的なガのように灯火に飛来することはない。寄主植物はイワヒトデで、幼虫は葉を巻いて巣をつくり潜む。